# Digitális pénz
A digitális pénz (digitális valuta, elektronikus pénz vagy elektronikus valuta) egy megosztott adatbázisban az interneten egy adatállományban vagy értéktároló kártyán tárolt egyenleg vagy rekord. A digitális pénzek közé tartozik az elektronikus pénz (e-money), a digitális jegybankpénz, a kriptovaluta és az e-Cash.
A digitális pénznek sok, a hétköznapokban megszokott pénzzel közös tulajdonsága van. Eltérés azonban, hogy bankjegyek és pénzérmék formájában nem jelenik meg.  Mivel nincs fizikai megjelenése, szinte azonnali tranzakciókat tesznek lehetővé. Mivel általában ezeket nem kormányszervek bocsájtják ki, emiatt nem mindegyik számít törvényes fizetőeszköznek (kivéve az EU által szabályozott elektronikus pénz és a digitális jegybankpénz), tulajdonlásuknak pedig nincsenek a kormányok által meghatározott határai.
Az ilyen típusú pénzekkel lehet vásárolni javakat vagy szolgáltatásokat, de lehet, hogy használatuk le van korlátozva, például egy online játékon belülre. A digitális pénzt gyakran adják el egy másik digitális pénzért cserébe, és itt is alkalmazhatóak az arbitrázs stratégiák és technikák.
A digitális pénz lehet centralizált, ahol egy pontban figyelik, milyen a pénzkínálat. Ennek ellenkezője a decentralizált folyamat, ahol a pénzkínálatnak több forrása van.

## Története
1983-ban David Chaum egyik tudományos cikke vezette be a digitális pénz fogalmát. 1989-ben megalapította a DigiCasht, ami egy elektronikus pénzzel foglalkozó vállalat volt amszterdami székhellyel. Így akarta pénzre váltani az elméleti tudását. A cég 1998-ban csődbe ment.
Az e-gold volt az első, az interneten nagyobb körben használt virtuális pénz. Mikor 2008-ban az amerikai kormány bezáratta, több millió felhasználója volt már. Az e-gold levelező listájának tagjai használták az „elektronikus pénz” kifejezést először.  Ezzel peer to peer fizetéseket hajtottak végre, és ezeken keresztül lehetett termékeket venni. 1997-ben a Coca-Cola bejelentette, hogy a gépeikből már mobil fizetéssel is lehet árut venni. A PayPal 1998-ban indította el az USD denominált szolgáltatását. 2009-ben vezették be a  bitcoint, aminek fehér könyvét 2008. október 31-én publikálta Satoshi Nakamoto anonim fejlesztő Bitcoin: Egy peer-to-peer elektronikus készpénzrendszer címen. Ezzel megkezdődött a decentralizált, blokkláncon alapuló digitális pénzek időszaka. Ezeknél nincs központi szerver, és nem tartottak materiális anyagokat letétben. A kriptovalutákként is ismert blokklánc alapú valuták  ellenálltak a kormány szabályozási törekvéseinek, mert nem volt olyan központi szervezet vagy személy, amely ezeket lekapcsolhatta volna.
A digitális pénzek története az 1990-es évek dotkomlufijáig megy vissza. Egy másik, digitális pénzzel foglalkozó szolgáltató volt a Liberty Reserve, melyet 2006-ban alapítottak meg. Ennek segítségével dollárt vagy eurót lehetett Liberty Reserve Dollárra vagy Euróra váltani. Ezeket egymás között 1%-os díjért lehetett cserélni. Sok digitális valutára azt mondták, hogy a ponzi sémát használják, akár még pénzmosásra is, és ezeket azért ítélte el az amerikai kormány, mert nem váltották ki az MSB engedélyét. A Tencent QQ üzenetküldő platformján Q érméket vagy QQ érméket használtak, mely egy 2005 eleje körül létrejött, áru alapú pénz volt. A Q érmék olyan hatékonyak voltak Kínában, hogy ottani vélemények szerint a spekuláció miatt képes volt destabilizálni a kínai jüant. A kriptovaluák gyorsan népszerűek lettek a digitális pénzek között, a legtágabban ismert és elfogadott kritovaluta pedig a 2008-ban bevezetett bitcoin lett.